# 动车南站
动车南站位于中华人民共和国浙江省温州市瓯海区国铁温州南站西侧，紧邻规划中的国铁温州南站西站房北侧，是温州轨道交通S1线的一座中间站。车站原工程名为温州南站，最终确定运营站名为动车南站。该站设2个出入口，南侧设有单渡线和一条存车线，于2019年1月23日投入运营。

## 历史
2017年5月5月，主体工程完工。
2017年6月20日，分部工程验收通过。

## 车站構造

### 楼层分布
侧式站台2面2线地面车站。
| 2F  | 侧式站台，左边车门将会开启 | 侧式站台，左边车门将会开启         | 侧式站台，左边车门将会开启 |
| 2F  | █ S1线往桐岭               |                                    |                            |
| 2F  | █ S1线往双瓯大道           |                                    |                            |
| 2F  | 侧式站台，左边车门将会开启 |                                    |                            |
| 1F  | 西站厅                     | 闸机、客服中心、卫生间（非付费区） |                            |
| -1F | 地下通道                   | S1线上下行站台换乘通道（付费区）   |                            |

### 出入口
动车南站设有4座出口。
| 出入口编号 | 可前往目的地               |
| ---------- | -------------------------- |
| 1          | 连廊通往铁路温州南站东站房 |
| 2-4        | 铁路温州南站西站房         |